# Lanta
Lanta – miejscowość i gmina we Francji, w regionie Oksytania, w departamencie Górna Garonna.
Według danych na rok 1990 gminę zamieszkiwały 1144 osoby, a gęstość zaludnienia wynosiła 38 osób/km² (wśród 3020 gmin regionu Midi-Pyrénées Lanta plasuje się na 303. miejscu pod względem liczby ludności, natomiast pod względem powierzchni na miejscu 305.).

## Pomnik

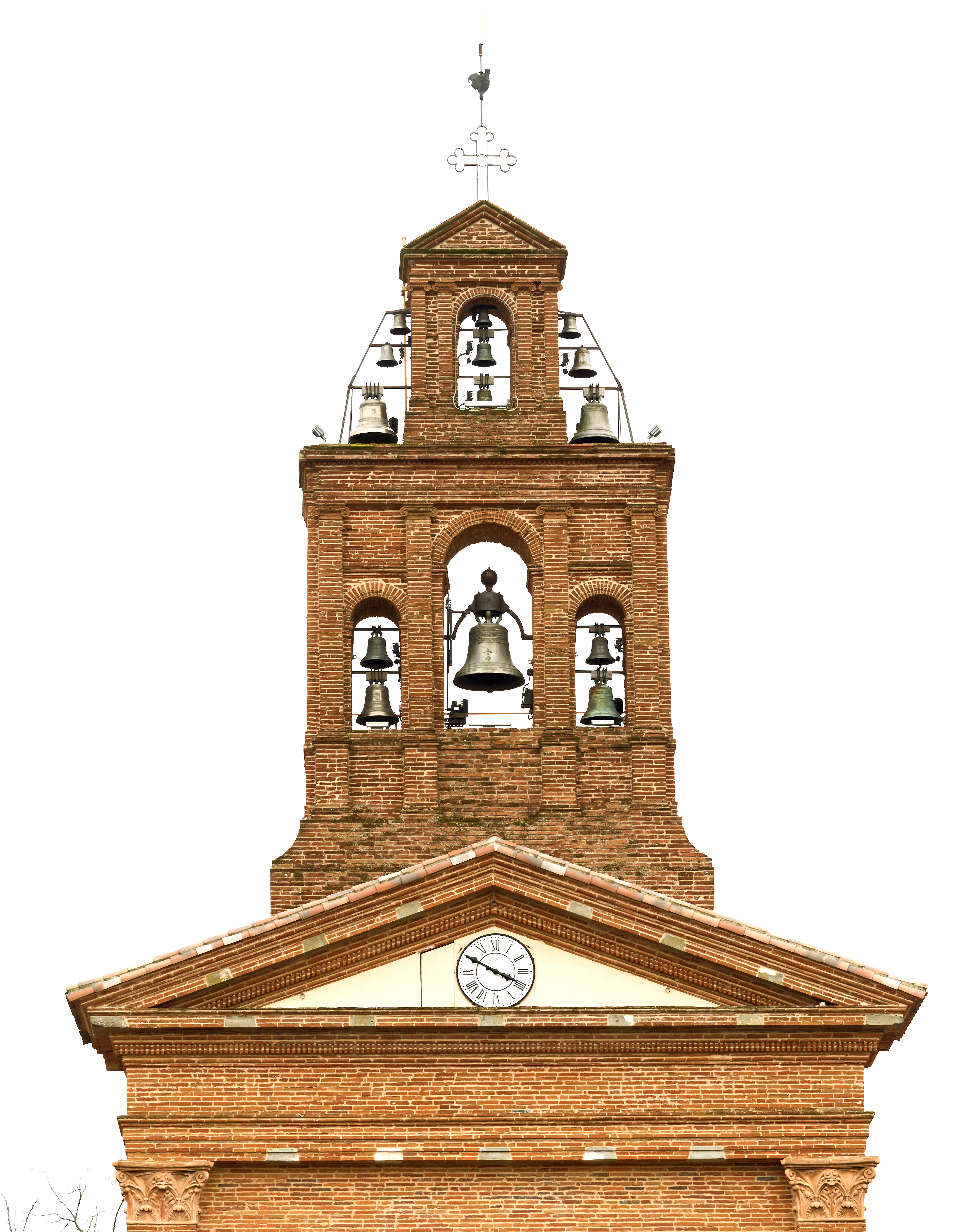
Dzwonnica.
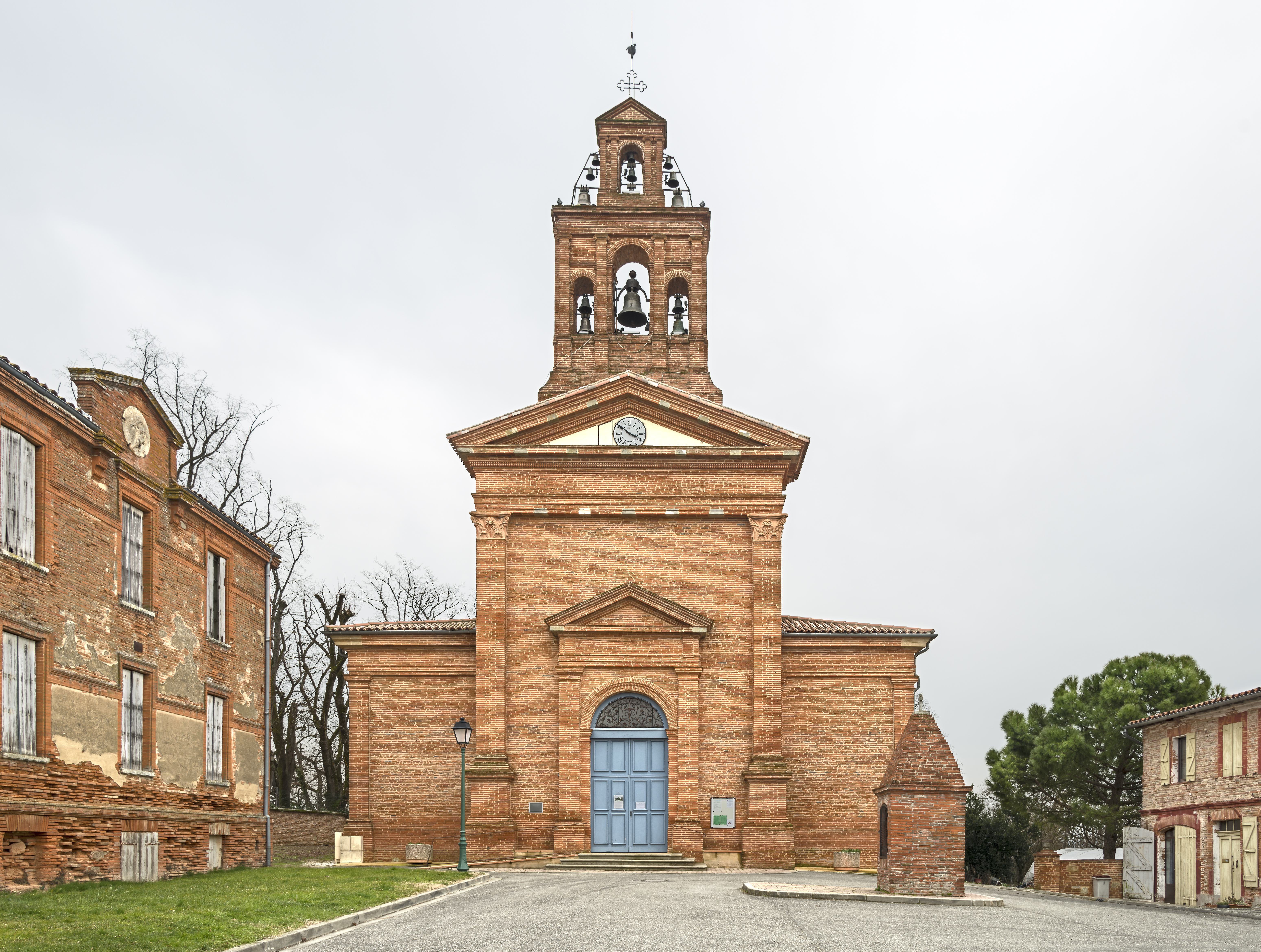
Kościół Matki Bożej Lanta.
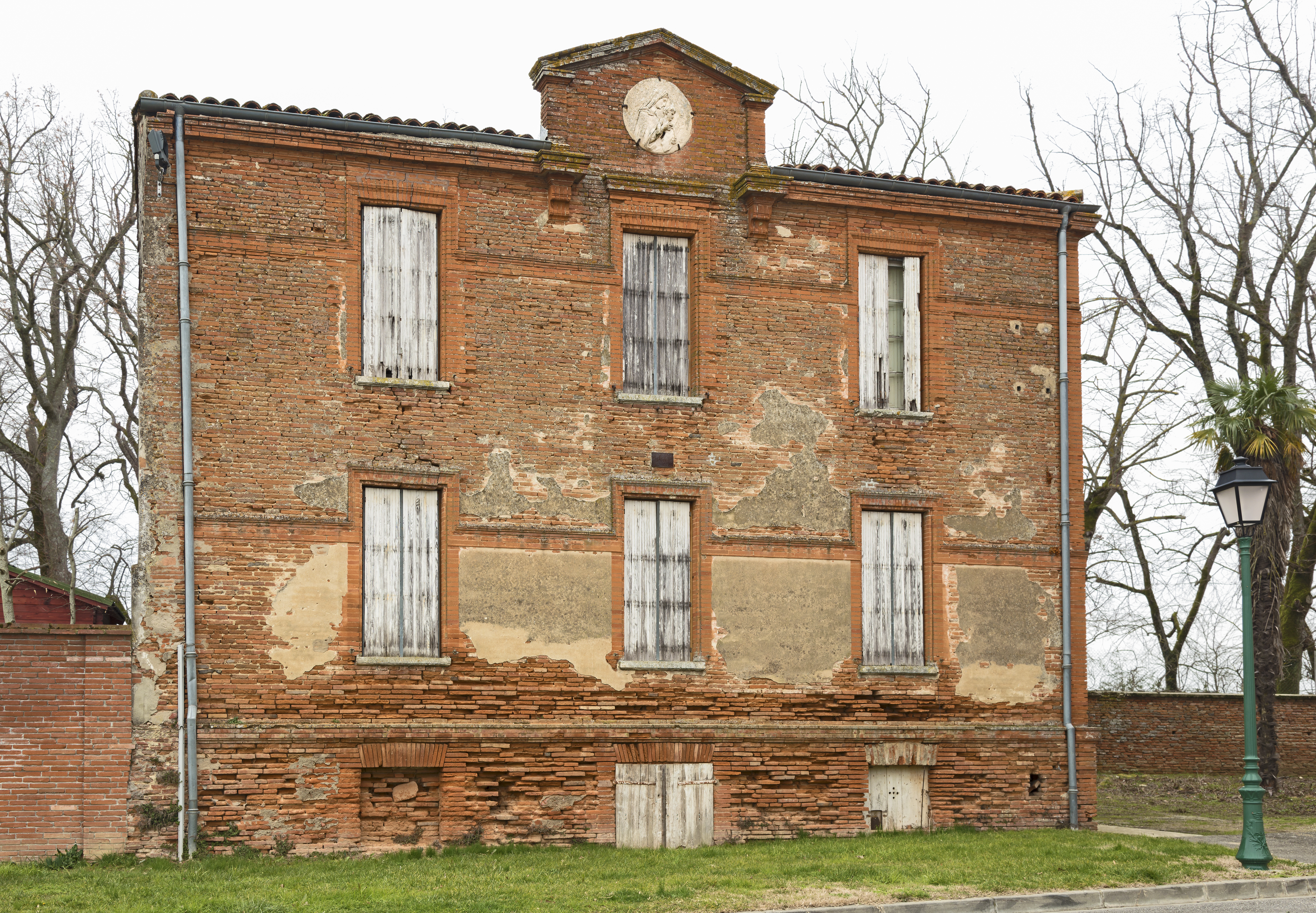
Fasada starego probostwa.
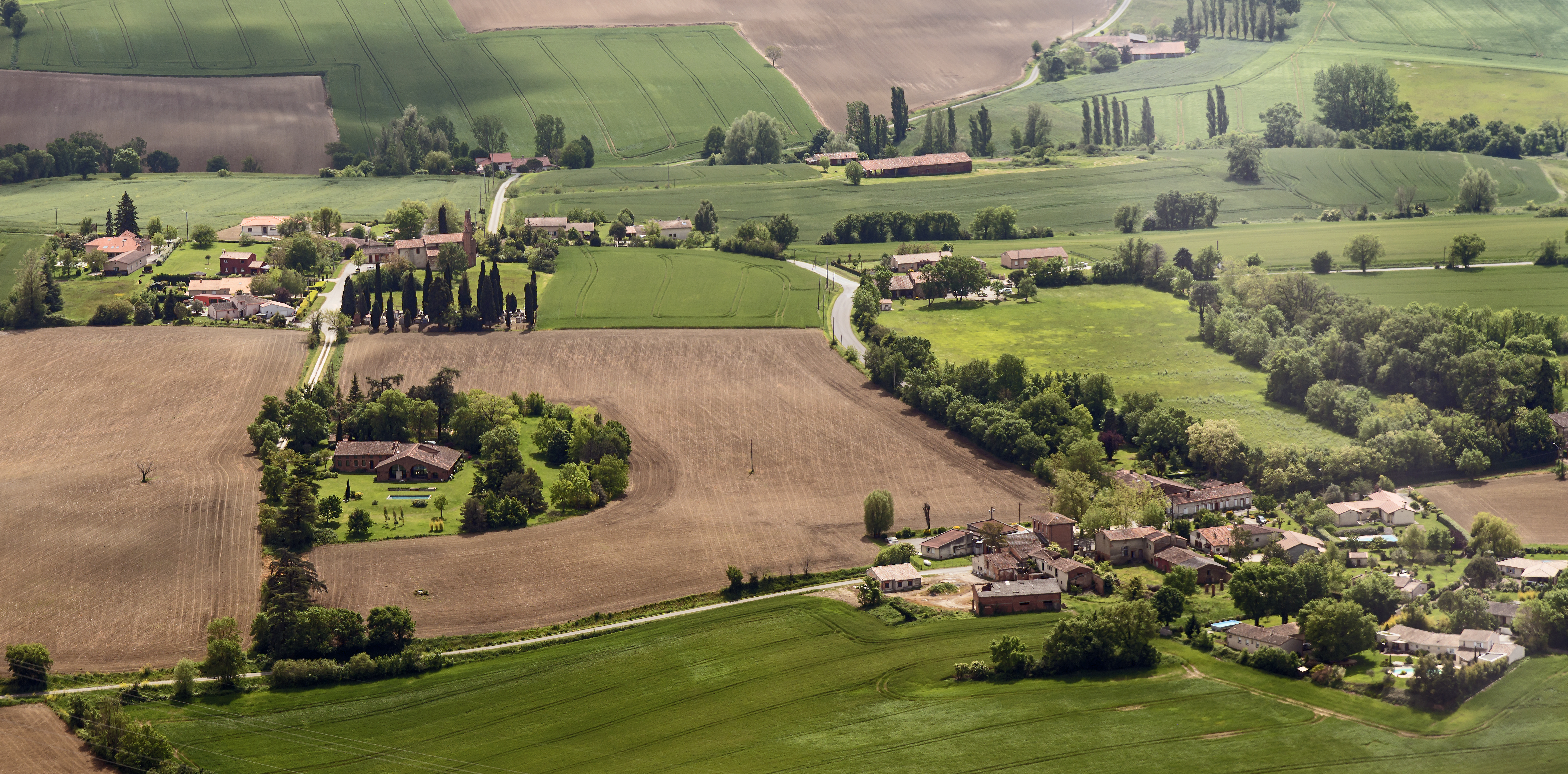
Saint Anatoly de Lanta
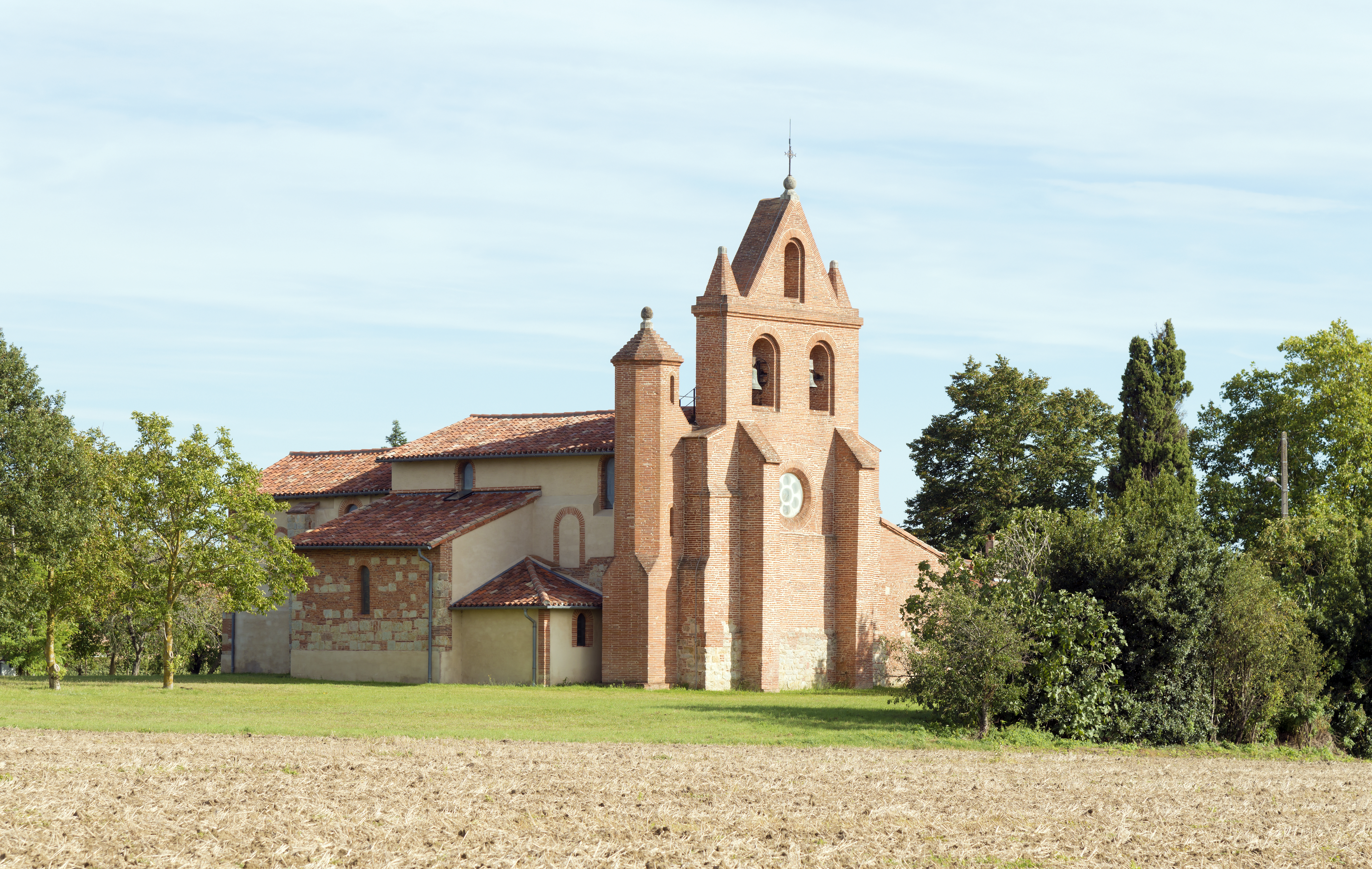
Lanta - Saint Anatoly
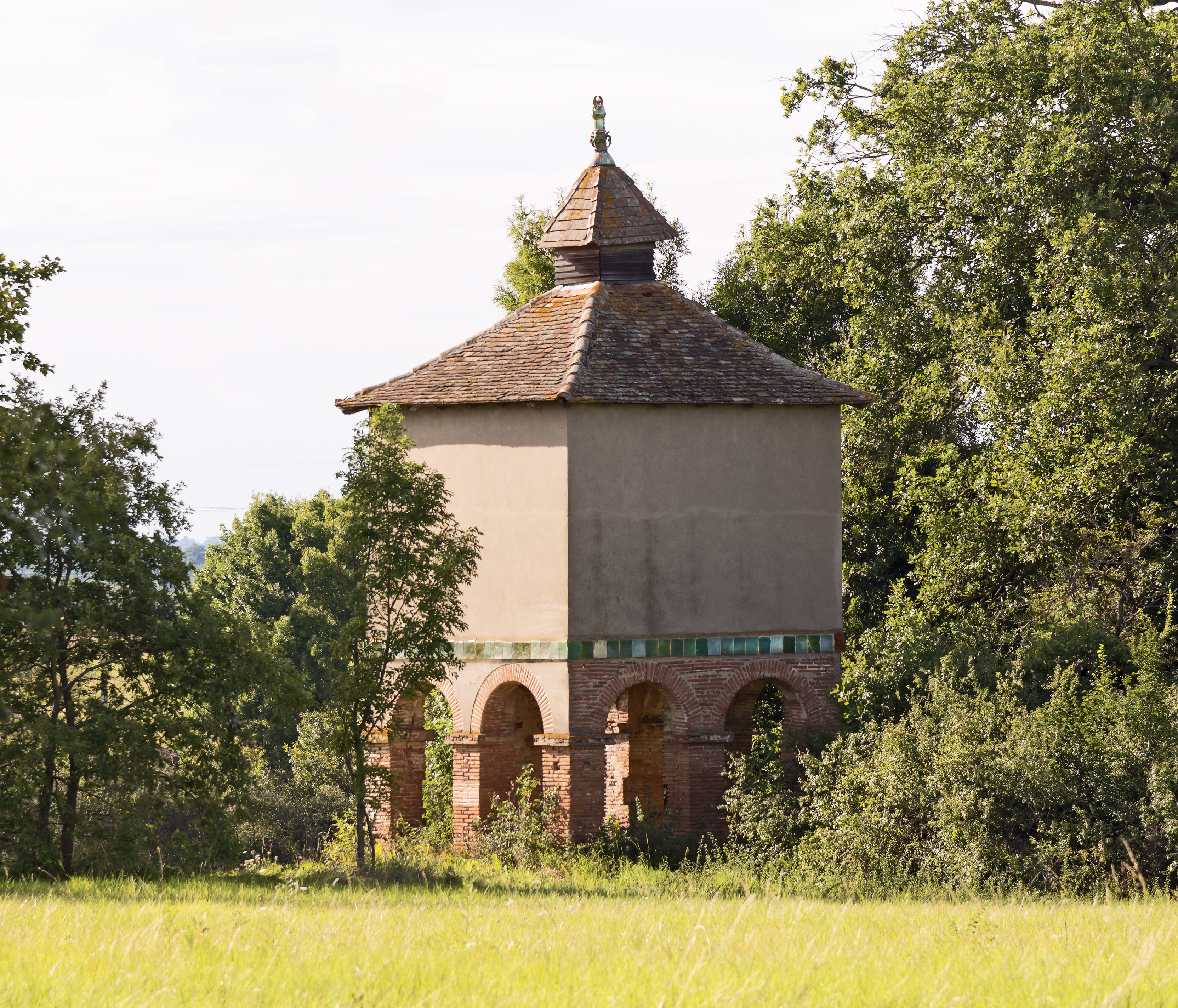
Gołębnik.